# Duncan Goodhew
Duncan Alexander Goodhew, né le 27 mai 1957 à Marylebone (Grand Londres), est un nageur britannique, spécialiste des courses de brasse.

## Carrière
Duncan Goodhew se classe septième de la finale du 100 mètres brasse aux Jeux olympiques de 1976 à Montréal. Lors de ces Jeux, il est aussi éliminé en séries de qualification du relais 4 × 100 mètres 4 nages.
Aux Jeux olympiques de 1980 à Moscou, il est sacré champion olympique du 100 mètres brasse et est médaillé de bronze du relais 4 × 100 mètres 4 nages. Goodhew prend la sixième place du 200 mètres brasse.

## Palmarès

### Championnats d'Europe
- Championnats d'Europe 1977 à Jönköping (Suède) :
  -  Médaille de bronze du relais 4 × 100 m quatre nages.